# Citrobàcter
Els citrobàcters (Citrobacter) són un gènere de bacteris bacils aeròbics gramnegatius de la família de les enterobacteriàcies.
Aquests bacteris viuen a l'aigua, sòl, menjar i també al tracte intestinal dels humans i d'altres animals. Poden causar infeccions en l'aparell urinari i meningitis als infants.
Les espècies Citrobacter amalonaticus, C. koseri i C. freundii només poden utilitzar el citrat com a font de carboni.
Els citrobàcters, juntament amb els enterobacteris, klebsiella i escherichia formen el grup de bacteris entèrics coliformes.